# Perry Ellis

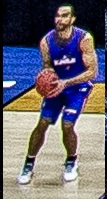
Marchio della casa Perry Ellis

Perry Edwin Ellis (Portsmouth, 3 marzo 1940 – New York, 30 maggio 1986) è stato uno stilista statunitense.

## Biografia
Nato a Portsmouth in Virginia il 3 marzo 1940, Perry Ellis fu l'unico figlio di Edwin e Winifred Rountree Ellis. Suo padre era il presidente della compagnia petrolifera Coal & Oil. Perry si diplomà presso la Woodrow Wilson High School di Portsmouth nel 1957, ed in seguito studiò presso il College of William and Mary di Williamsburg, dove si laureò in business administration nel 1961.
Inizia a collezionare esperienze lavorative nel mondo della moda, lavorando presso Miller & Rhoads a Richmond. Contemporaneamente apre in co-proprietà una boutique chiamata A Sunny Day. In seguito viene assunto presso l'azienda di abbigliamento sportivo di New York John Meyer ed a metà anni settanta viene contattato dalla Vera Companies per disegnare alcune collezioni per il marchio.
La collezione di Perry Ellis viene apprezzata sia dalla critica che dalla clientela, e lo stilista, finanziato da Vera Companies, decide di fondare la propria casa di moda nel 1978, chiamandola Perry Ellis International. Ellis apre il proprio showroom sulla Seventh Avenue di Manhattan. Come direttore e principale stilista del marchio, Perry Ellis sviluppa anche il marchio di moda maschile Perry Ellis Menswear Collection. Ben presto la produzione del marchio si espande anche alle scarpe, agli accessori, alle pellicce ed ai profumi. Nel corso degli anni ottanta la compagnia continua ad espandersi, creando nuovi marchi come Perry Ellis Collection e Perry Ellis Portfolio. Nel 1984,viene creata Perry Ellis America, grazie ad una collaborazione con il celebre marchio di jeanseria Levi Strauss. Perry Ellis ha vinto otto Coty Awards fra il 1979 ed il 1984.
Perry Ellis è morto a New York il 30 maggio 1986 all'età di quarantasei anni, ufficialmente per un tumore al polmone, nonostante le speculazioni sulla possibilità che Perry Ellis avesse contratto l'AIDS. In sua memoria è stato istituito il Perry Ellis Award, in seguito ribattezzato Swarovski Emerging Talent Award, con il quale vengono premiati gli stilisti giovani più promettenti.